# Skin Diamond
Skin Diamond (născută Raylin Christensen pe 18 februarie 1987 în Los Angeles, California) este o actriță porno americană.

## Premii și nominalizări
| Year | Ceremony      | Result       | Award | Work                            |
| ---- | ------------- | ------------ | --- | ------------------------------- |
| 2012 | AVN Award     | Nominalizare | Best New Starlet | N/A                             |
| 2012 | AVN Award     | Nominalizare | Best Oral Sex Scene (with Asa Akira)                                                                                             | Orgasmic Oralists               |
| 2012 | AVN Award     | Nominalizare | Best POV Sex Scene (with Joanna Angel & James Deen)                                                                              | POV Punx 4                      |
| 2012 | AVN Award     | Nominalizare | Best Three-Way Sex Scene (G/B/B) (with Mr. Pete & Mark Wood)                                                                     | Shut Up and Fuck                |
| 2012 | AVN Award     | Nominalizare | Best Three-Way Sex Scene (G/G/B) (with Lily Carter & Chris Strokes)                                                              | Slut Puppies 5                  |
| 2012 | Urban X Award | Câștigat     | Female Performer of the Year | N/A                             |
| 2012 | Urban X Award | Nominalizare | Orgasmic Oralist | N/A                             |
| 2012 | Urban X Award | Nominalizare | Best 3 Way Sex Scene (with Bella Moretti & Mr Marcus)                                                                            | Hitch Hikers 2                  |
| 2012 | Urban X Award | Nominalizare | Best Anal Sex Scene (with Leilani Leeane & Mike Adriano)                                                                         | Black Anal Addiction            |
| 2012 | Urban X Award | Nominalizare | Best Couple Sex Scene (with Sean Michaels)                                                                                       | Black Diamonds                  |
| 2012 | Urban X Award | Nominalizare | Best Couple Sex Scene (with Lexington Steele)                                                                                    | Porn’s Top Black Models 3       |
| 2012 | XBIZ Award    | Nominalizare | New Starlet of the Year | N/A                             |
| 2013 | AVN Award     | Nominalizare | Best All-Girl Group Sex Scene (with Bonnie Rotten & Asphyxia Noir)                                                               | Meet Bonnie                     |
| 2013 | AVN Award     | Nominalizare | Best All-Girl Group Sex Scene (with Adrianna Luna & Celeste Star)                                                                | Mind Fuck                       |
| 2013 | AVN Award     | Nominalizare | Best Anal Sex Scene (with Nacho Vidal)                                                                                           | Nacho Vidal: The Sexual Messiah |
| 2013 | AVN Award     | Nominalizare | Best Girl/Girl Sex Scene (with Lily Carter)                                                                                      | Interracial Lesbian Romance     |
| 2013 | AVN Award     | Nominalizare | Best Group Sex Scene (with Mika Tan, Brooklyn Lee, Misty Stone, James Deen, Dane Cross & Alex Gonz)                              | Official The Hangover Parody    |
| 2013 | AVN Award     | Nominalizare | Best Three-Way Sex Scene (G/G/B) (with Joanna Angel & Ramon Nomar)                                                               | Joanna Angel: Filthy Whore      |
| 2013 | AVN Award     | Nominalizare | Female Performer of the Year | N/A                             |
| 2013 | XBIZ Award    | Nominalizare | Female Performer of the Year | N/A                             |
| 2013 | XBIZ Award    | Câștigat     | Best Supporting Actress | Revenge of the Petites          |
| 2013 | XRCO Award    | Nominalizare | Female Performer of the Year | N/A                             |
| 2013 | XRCO Award    | Nominalizare | Orgasmic Analist | N/A                             |
| 2014 | AVN Award     | Nominalizare | Female Performer of the Year | N/A                             |
| 2014 | AVN Award     | Nominalizare | Best Boy/Girl Sex Scene (with Prince Yahshua)                                                                                    | Deep Pussy                      |
| 2014 | AVN Award     | Nominalizare | Best Girl/Girl Sex Scene (with Kleio Valentien)                                                                                  | The Walking Dead                |
| 2014 | AVN Award     | Nominalizare | Best Group Sex Scene (with Sarah Shevon, Aiden Starr, Dana DeArmond, Veruca James, James Deen, Jon Jon, Mr. Pete & Tommy Pistol) | Orgy University                 |
| 2014 | AVN Award     | Nominalizare | Best Group Sex Scene (with Billy Glide, John Strong, Mark Wood, Tommy Pistol & Will Powers)                                      | Skin Diamond: No Limits         |
| 2014 | AVN Award     | Nominalizare | Best Anal Sex Scene (with L.T.)                                                                                                  | Skin                            |
| 2014 | AVN Award     | Câștigat     | Best Double Penetration Sex Scene (with Marco Banderas & Prince Yahshua)                                                         | Skin                            |
| 2014 | AVN Award     | Câștigat     | Best Oral Sex Scene | Skin                            |
| 2014 | XBIZ Award    | Nominalizare | Best Scene - Non-Feature Release (with Marco Banderas & Prince Yahshua)                                                          | Skin                            |
| 2014 | XBIZ Award    | Nominalizare | Female Performer of the Year | N/A                             |
| 2014 | XRCO Award    | Nominalizare | Female Performer of the Year | N/A                             |
| 2014 | XRCO Award    | Nominalizare | Superslut | N/A                             |
| 2014 | XRCO Award    | Nominalizare | Orgasmic Oralist | N/A                             |
| 2014 | XRCO Award    | Nominalizare | Orgasmic Analist | N/A                             |
| 2015 | AVN Award     | Nominalizare | Best All-Girl Group Sex Scene (with Alexis Texas, Asa Akira & Dani Daniels)                                                      | Alexis & Asa                    |
| 2015 | AVN Award     | Nominalizare | Best Anal Sex Scene (with Rocco Siffredi)                                                                                        | Rocco’s Coming in America       |
| 2015 | AVN Award     | Nominalizare | Best Double Penetration Sex Scene (with James Deen & Mr. Pete)                                                                   | Performers of the Year 2014     |
| 2015 | AVN Award     | Nominalizare | Best Supporting Actress | The Doctor Whore Porn Parody    |
| 2015 | AVN Award     | Nominalizare | Best Three-Way Sex Scene (G/G/B) (with Maddy O'Reilly & Erik Everhard)                                                           | Maddy O'Reilly Is Slutwoman     |
| 2015 | AVN Award     | Nominalizare | Performer of the Year | N/A                             |
| 2015 | AVN Award     | Nominalizare | Mainstream Star of the Year | N/A                             |
| 2015 | AVN Award     | Nominalizare | Most Outrageous Sex Scene (with Ryan Madison)                                                                                    | Dark Perversions 3              |
| 2015 | AVN Award     | Nominalizare | Most Outrageous Sex Scene (with Roxy Raye, Stoya, Lea Lexis, Wolf Hudson & Rocco Siffredi)                                       | Voracious: Season 2 Volume 4    |
| 2015 | XBIZ Award    | Nominalizare | Female Performer of the Year | N/A                             |
| 2015 | XBIZ Award    | Nominalizare | Best Actress—Feature Movie | Killers                         |
| 2015 | XBIZ Award    | Nominalizare | Best Scene - Feature Movie (with Xander Corvus)                                                                                  | Killers                         |
| 2015 | XBIZ Award    | Nominalizare | Best Scene - All-Girl (with Emily Addison)                                                                                       | Killers                         |
| 2015 | XBIZ Award    | Nominalizare | Best Scene - Couples-Themed Release (with Nick Manning)                                                                          | White Witch                     |
| 2015 | XRCO Award    | Nominalizare | Orgasmic Analist | N/A                             |
| 2015 | XRCO Award    | Nominalizare | Mainstream Adult Media Favorite                                                                                                  | N/A                             |